# Абдуллаев, Раси Махмуд оглы
 Абдуллаев Раси Махмуд оглы (6 июля 1944, Баку — 26 ноября 2024) — азербайджанский виолончелист, профессор (1999 год), Народный артист Азербайджанской Республики (2005 год).

## Жизнь и творчество
Раси Абдуллаев родился 6 июля 1944 года в городе Баку. С 1951 по 1962 годы он обучался в средней музыкальной школе имени Бюльбюля, а с 1962 по 1967 годы — в Азербайджанской государственной консерватории по классу виолончели под руководством профессора Сабира Алиева. В тот же год начал свою деятельность в качестве ассистента по классу виолончели в Консерватории. В период с 1968 по 1969 годы он продолжал свое обучение в аспирантуре Московской государственной консерватории в классе Мстислава Ростроповича. В 1973 году Раси Абдуллаев окончил аспирантуру-ассистентуру Азербайджанской национальной консерватории.
С 1964 по 1972 годы он был солистом Государственного камерного оркестра Азербайджана, а с 1970 по 2010 годы — солистом симфонического оркестра Государственного академического оперного и балетного театра Азербайджана.
Раси Абдуллаев также преподавал в Бакинской музыкальной академии. В период с 1976 по 1979 годы он работал в Каире, а с 1987 по 1994 годы — в Дамаске в качестве педагога.
Умер 26 ноября 2024 года в возрасте 80 лет.

## Награды и звания
- Заслуженный артист Азербайджанской Республики — 17 мая 1991 года
- Народный артист Азербайджанской Республики — 16 сентября 2005 года
- Персональная пенсия Президента Азербайджанской Республики — 16 сентября 2006 года[5]